# 칸디아 공방전
칸디아 공방전(현재 크레타섬의 이라클리오)은 오스만 제국군이 베네치아가 지배하던 도시 칸디아를 포위공격하여, 결국에는 승리한 싸움이다.

## 배경
1600년대에, 지중해에서 베네치아의 세력은 약화되었고, 이와는 반대급부로 오스만 제국의 세력은 강화되었다. 베네치아 공화국은 오스만 제국이 자신들에 대한 적개심 때문에 어떠한 행동을 취할 것이라고 믿었다.
1644년, 몰타 기사단(the Knights of Malta)이 알렉산드리아(Alexandria)에서 이스탄불(Istanbul)로 가던 오스만 투르크의 수송선을 습격한다. 그 수송선에는 메카(Mecca)를 순례하고 돌아오던 길에 있던 순례자와 술탄의 하렘에 속하던 여인들도 포함되어 있었고, 몰타 기사단은 습격하여 손에 넣은 사람들과 물자들을 칸디아에 내려놓는다.
이에 대하여 오스만군은 유수프 파샤(Yussuf Pasha)가 지휘하는 60,000명의 대군을 출격시켜 베네치아령 크레타에 상륙시키고, 오늘날의 하니아(Chania)인 라 카네아(La Canea)와 레티모(Rettimo, 오늘날의 레팀노)를 점거한다. 이 도시들을 점령하는 데 각각 1달 정도가 걸렸다. 1645년, 그리고 1648년에 오스만 투르크군은 크레타 섬의 대부분을 장악하고, 크레타 섬의 수도인 칸디아에 대한 공략을 준비한다.

## 공성전
1648년 5월, 칸디아 공방전이 시작되었다. 오스만 투르크군은 도시의 물 보급을 끊고, 베네치아의 해양보급을 저지하는 등 사전 작업을 하는 데 3달을 사용하였다. 그리고 이때부터 16년 동안 오스만군은 지원을 받을 수 없는 상황에 처한 칸디아에 대하여 포격을 계속한다.
해양의 강대국으로서 베네치아는 크레타의 오스만군에 대한 보급선을 차단하기 위해 다르다넬스 해협(Dardanelles)을 봉쇄하려 시도한다. 이는 크레타 섬을 중심으로 하는 해전을 야기하였다. 1655년 베네치아 해군은 오스만 투르크군의 해군에 대하여 승리를 거두었다. 1656년 8월 26일, 에게해에서 크레타에 있는 오스만군에 대한 보급을 차단하기 위해 루이지 모체니고(Luigi Mocenigo) 제독 휘하의 베네치아 함대는 다르다넬스 해협을 봉쇄하는 전략을 계속하고 있었다.
내려진 명령은 전해와 같았는데, 오스만 함대가 접근할 때까지 정박하고 있다가 그들의 후방을 찌르는 전략이었고, 이 계획은 이때도 성과를 거두며 계속 진행되고 있었다. 대와지르(Grand Vizir)로 승진한 전 카푸단 파샤 무라드(Kapudan Pasha, Murad)와 그의 뒤를 무스타파는 다르다넬스 해협 밖에 있는 몇 척의 갤리선 전함 뿐 아니라, 36척의 범선과, 8척의 갤리어스, 60척의 갤리로 구성된 함대를 거느리고 있었다. 오스만 함대는 3열로 구성되어 있었는데, 범선, 갤리어스, 겔리 순서였다. 베네치아는 26척의 범선과 4척의 갤리어스, 6척의 갤리로 구성되어 있었다.
오스만 해군이 전진하자 베네치아군의 공격을 받은 한 척의 갤리어스가 침몰되고, 다른 한 척의 갤리선이 불에 탔다. 이에 노를 젓는 함선들은 퇴각을 했고, 이에 베네치아 함대는 오스만 투르크 범선을 공격해, 9척을 불에 태워버리고, 2척을 난파시켰다. 베네치아는 오직 데이비드 골리아(David Golia) 단 한 척만 불탔을 뿐이다. 또한 베네치아는 오직 침몰한 배 한 척에서 126명이 전사하고 180명이 부상당했을 뿐이다. 358명의 오스만 투르크인들이 포로로 잡혔다. 이 전투에서 베네치아는 비록 함장 로렌초 마르첼로(Lorenzo Marcello)를 잃어버렸지만, 오스만 투르크는 대패하였다.
1657년 17일에서 19일 동안 베네치아 해군은 오스만 해군에게 패하였으며, 베네치아의 함장 라자로 모체니고(Lazzaro Mocenigo)는 떨어지는 마스트에 깔려 사망하였다.
1659년 11월 7일, 피에니스 조약(Treaty of the Pyrenees)이 체결되어 프랑스와 스페인 사이의 평화가 찾아왔고, 베네치아는 서방 세계로부터 더 많은 지원을 받을 수 있었다. 그러나 1664년 8월 바즈바르 조약(Peace of Vasvár)이 체결된 후에, 오스만 투르크는 더 많은 병력을 동원할 수 있게 되었다.
1666년 칸니아(Chania)를 탈환하려는 시도가 실패하였다. 1669년 모체니고(Mocenigo) 제독 휘하의 함대가 프랑스군과 함께 행동하여 병력을 상륙시켜 칸디아의 포위를 풀려고 한 작전 역시 같은 운명을 맞았다. 7월 24일 이 작전이 벌어지던 날, 58문의 대포를 장착한 900톤급 프랑스 함대의 부기함 라 테레세(La Thérèse)는 화약통의 폭발로 인해 칸디아에서 침몰하였다. 이 사건은 도시 수비대의 사기를 급격히 저하시켰다.
전환점은 프랑스군이 1669년 8월 퇴각을 결심한 때였다. 베네치아군의 사령관 프란체스코 모르시니(Francesco Morosini) 오직 3,600명의 병력으로 요새를 수비하고 있었다. 그는 터키의 대와지르 아흐메드 코프루루(Ahmed Köprülü)에게 1669년 9월 27일 항복한다.
협상의 조건으로 모든 기독교인들은 그들의 소유물을 가지고 도시를 떠날 수 있었다. 더하여 베네치아는 작은 섬에 위치하여 베네치아 함대가 동쪽으로 운항 중에 머무를 수 있는 자연적인 항만에 의해 보호받은 그람부사(Grambusa) 수다(Souda) 스피나롱가(Spinalonga)의 세 요새를 계속 소유할 수 있었다. 그리고 크레타의 상실은 달마티아(Dalmatia)의 확대로 보상받을 수 있었다. 그러나 모르시니는 베네치아 원로원의 허락을 박지 않고 조약을 체결하였고, 이는 몇 년 동안 그를 논쟁에 휘말리게 하였다.
교황 클레멘스 9세(Clement IX)는 10월 크레타의 베네치아 요새가 함락되었다는 소식을 듣고 몸져누웠다고 한다. 그는 1669년 11월에 사망했다.

## 같이 보기
- 베네치아 공화국의 역사
- 오스만 해군

## 참조
- A Very Brief History of Crete, Stelios Jackson
- Crete: History and culture, Turkish Occupation (1669 - 1898)
- The War for Candia, by the VENIVA consortium.
- Venice Republic: Renaissance, 1645-69 The war of Candia, by Marco Antonio Bragadin.
- Knights of Malta - Order of St John.